# Rhodoxanthine
La rhodoxantine est un pigment xanthophylle de couleur rouge issu des algues rouges. Il est trouvé en petites quantités dans, par exemple, Taxus baccata.